# Lista de capítulos de Haikyu!!
Haikyu!! (ハイキュー!!) é uma série de mangá japonesa escrita e ilustrada por Haruichi Furudate (古舘春一, Furudate Haruichi).  Capítulos individuais foram serializados semanalmente na antologia shōnen mangá Weekly Shōnen Jump de fevereiro de 2012 a julho de 2020. O final, no capítulo 402, foi lançado na Weekly Shonen Jump Edição 33 de 2020 em 20 de julho de 2020. A série foi inicialmente publicada como um one-shot na revista sazonal Jump NEXT! da Shueisha antes da serialização.  Em novembro de 2020, quarenta e cinco volumes foram lançados no Japão.
Um spin-off intitulado Haikyubu!! (ハイキュー部!!, Haikyū-bu!!), ilustrado por Kyōhei Miyajima, foi lançado no site Shonen Jump+ da Shueisha em 13 de maio de 2019. Os volumes 2 e 3, juntamente com o volume 43 do mangá original, foram programados para serem lançados  em 1º de maio de 2020, mas foi adiado para 13 de maio de 2020 devido a preocupações com a pandemia de COVID-19. Nove volumes foram publicados em janeiro de 2023.
No Brasil, é licenciado e publicado pela editora Editora JBC desde julho de 2021. Desde então, foram publicados 8 volumes.

## Volumes
| 1. «Finais e Começos» (終わりと始まり, Owari to Hajimari) 2. «O Clube de Voleibol da Escola Karasuno» (烏野高校排球部, Karasuno Kōkō Haikyū bu) 3. «Organismos Unicelulares» (単細胞生物, Tansaibō-Seibutsu) 4. «O Melhor Aliado» (最強の味方, Saikyō no Mikata) 5. «O Rei da Quadra» (コート上の王様, Kōto-jō no Ōsama) 6. «Uma História da Escola Ginasial» (中学のハナシ, "Chūgaku no Hanashi") 7. «As Palavras dos Desafortunados» ("持たざる物"のことば, "Motazarumono" no Kotoba) |

| 1. «A Vista do Topo» (頂の景色, Itadaki no Keshiki) 2. «Combo Formado» (コンビ誕生。(Konbi Tanjō) 3. «O Time Sobre Pressão» (小心者の緊張, Shōshin-sha no Kinchō) 4. «A "Reunião" e o "Fracasso Total"» ("再会"と"大失敗", "Saikai" to "Dai Shippai") 5. «Movimentos Normais» (通常運転, Tsūjō Unten) 6. «"Um Time Interessante"» ("面白いチーム", "Omoshiroi Chīmu") 7. «O "Grande Rei"» (VS"大王様", VS "Daiō-sama") 8. «Reação Química» (化学変化, Kagaku Henka) 9. «Mais Um Gênio» (もう1人の天才, Mō 1-ri no Tensai) - Extra. «O pesadelo de Senpai Tanaka» (田中せんぱいの悪夢, Tanaka-senpai no Akumu) |

| 1. «Tempestade» (嵐, Arashi) 2. «Aquele Chamado de "Craque"» ("エース"と呼ばれるひと, "Ēsu" to Yobareru Hito) 3. «Sentimentos Reais» (本音, Honne) 4. «"O Guardião Divino"» ("守護神", "Shugoshin") 5. «O Passe para o Craque» (エースへのトス, Ēsu e no Tosu) 6. «Admiração» (憧れ, Akogare) 7. «Pontos Equivalentes» (同じ1点, Onaji Itten) 8. «Time Karasuno, A Toda Velocidade!» (チーム烏野、始動, Chīmu Karasuno, Shidō) 9. «Encontro» (遭遇, Sōgū) - Extra. «Segredos da Camiseta» (Tシャツ裏事情, Tīshatsu ura Jijō) |

| 1. «Determinação» (決断, Ketsudan) 2. «Os Gatos e os Corvos se Encontram Novamente» (ネコとカラスの再会, Neko to Karasu no Saikai) 3. «O Oni e o Kanabo» ("鬼"と"金棒", "Oni" to "Kanabō") 4. «"O Cérebro"» ("脳", "Nō") 5. «Uma Forma Para Voar» (飛びかた, Tobikata) 6. «Rivais» (ライバル, Raibaru) 7. «Um Gato Adulto e um Pequeno Corvo» (大人ネコと雛カラス, Otona Neko to Hina Karasu) 8. «O Que Significa "Conectar"» ("繋ぐ"ということ, "Tsunagu" to Iu Koto) 9. «Nós Teremos Nossa Revanche» (再戦を誓って, Saisen o Chikatte) - Extra. «"História da Cabeça do Pudim"» (『プリンヘッド物語』, "Purin Heddo Monogatari") |

| 1. «Oponentes Formidáveis» (強敵たち, Kyōteki-tachi) 2. «Pronto para Voar» (飛行準備, Hikō Junbi) 3. «No Centro da Briga!» (突入, Totsunyū) 4. «Aquecimento» (ウォームアップ, Uōmuappu) 5. «Renascimento» (復活, Fukkatsu) 6. «Os Vitoriosos e os Derrotados» (勝者と敗者, Shōsha to Haisha) 7. «Acelerados em Direção ao Sengundo Round» (2回戦突入, 2-kaisen Totsunyū) 8. «A Parede de Ferro» (鉄壁, Teppeki) 9. «A Retirada da Proibição da "Cortada Rápida Estranha"» ("変人速攻"解禁, "Henjin Sokkō" Kaikin) 10. «"A Isca Mais Forte"» ("最強の囮", "Saikyō no Otori") |

| 1. «A "Luz" e o Que Ela Esconde» ("光"の裏側, "Hikari" no Uragawa) 2. «O Craque» ("エース", Ēsu) 3. «Os Craques e os Heróis» (エースとヒーロー, Ēsu to Hīrō) 4. «O Maestro» ("指揮者", "Shikisha") 5. «VS "O Grande Rei" Tomada 2» (VS "大王様"・2, VS "Daiō-sama" 2) 6. «A Batalha de Levantadores» (ザ・セッター対決, Za Settā Taiketsu) 7. «A Força Daqueles Chamados de "Campeões"» ("強豪"と呼ばれる実力, "Kyōgō" to Yobareru Jitsuryoku) 8. «O Que Define Um Craque» (エースの資質, Ēsu no Shishitsu) 9. «Oikawa Tooru Não é Um Gênio» (及川徹は天才ではない, Oikawa Tōru wa Tensaide Wanai) - Extra. «Haikyu!! Edição Extra» (ハイキュー‼ 番外編, Haikyū!! Bangaihen) |

| 1. «A Verdadeira Força de Um "Senpai".» ("先輩"の実力, "Senpai" no Jitsuryoku) 2. «"O que é Melhor Para Mim" e "o Que é Melhor Para Você"» ("俺のベスト"と"お前のベスト", "Ore no Besuto" to "Omae no Besuto") 3. «Os Poucos Escolhidos» (少数精鋭, Shōsū Seiei) 4. «"Break"» ("ブレイク", "Bureiku") 5. «Movimentos Normais, Tomada 2» (通常運転・2, Tsūjō Unten 2) 6. «"Comunicação Direta"» ("真っ向コミュニケーション", "Makkō Komyunikēshon") 7. «Progresso» (進化, Shinka) 8. «A Verdadeira Força de Um Time e a Pequena Fera» (チームの地力と小さなケモノ, Chīmu no Jiriki to Chīsana Kemono) 9. «A Largura da Quadra Inteira» (コートの横幅めいっぱい, Kōto no Yokohaba-me-ippai) |

| 1. «Algo para Mudar o Curso do Jogo» (流れを変える1本, Nagare o Kaeru 1-pon) 2. «Algo para Mudar o Curso do Jogo, Tomada 2» (流れを変える1本・2, Nagare o Kaeru 1-pon 2) 3. «Nas Suas Costas» (背中, Senaka) 4. «Mais Uma Vez» ("もう1回", Mou ikkai) 5. «Sorriso» (笑顔, Egao) 6. «Não é Mais Um "Rei Solitário"» (脱・"孤独の王様", Datsu "Kodoku no Ōsama") 7. «Os Derrotados» (敗者, Haisha) 8. «Terceiro Dia» ("3日目", 3-nichi-me) 9. «Um Objetivo e Arrependimentos» (後悔と目標, Kōkai to Mokuhyō) - Extra 1. «Diga-me! Ennoshita Senpai!» (教えて！縁下先輩！(Oshiete! Enshita Senpai!) - Extra 2. «Kageyama-kun da Classe 3» (3組の影山君, 3-Kumi no Kageyama-kun) |

| 1. Rettsu Gō Tōkyō!! (レッツゴートーキョー！！) 2. Tōkyō ensei e no Michi (東京遠征への道) 3. Chokusha Nikkō (直射日光) 4. Murabito Bｰ (村人Bー) 5. Kurieitā (クリエイター) 6. Ōsha to Taiji (王者と対峙) 7. Rettsugōtōkyō!! Honban!! (レッツゴートーキョー！！本番！！) 8. "Sentāēsu" ("センターエース") 9. "Yoku" (「欲」) |

| 1. Nobi Shiro (伸びしろ) 2. Ketsuretsu (決裂) 3. "Tenpo" ("テンポ") 4. Sorezore no Shinka (それぞれの進化) 5. Zasshoku (雑食) 6. Tsuki no De (月の出) 7. Ēsu no Iji (エースの意地) 8. Genkaku Hīrō (幻覚ヒーロー) 9. Riyū (理由) - Extra. |

| 1. Saikidō (再起動) 2. VS "Kasa" (VS"傘") 3. Dō to Sei (動と静) 4. Haguruma (歯車) 5. Muishiki no Sendō (無意識の先導) 6. [Ēsu] no Katachi (「エース」のカタチ) 7. Kuro no Chīmu (黒のチーム) 8. Ue ("上") 9. Kaiwa (会話) |

| 1. Shiai Kaishi!! (試合開始!!) 2. Gakko (ガッコ) 3. Kōkai to Gendōryoku (後悔と原動力) 4. Shinpurude Junsuina Chikara (シンプルで純粋な力) 5. Chijō-Sen (地上戦) 6. Yōchō (幼鳥) 7. Onaji Dohyō (同じ土俵) 8. Sorezore no Kabe (それぞれの壁) 9. Sodachi-Zakari (育ち盛り) - Extra. (ノヤッさんはこんなにカッコイイのになぜモテないのか。(Noyassan wa Kon'nani Kakkoī Noni Nazemote Nai Noka?) |

| 1. Shūketsu (集結) 2. Kaisen (開戦) 3. Jiyū no Tame No Chikara (自由の為の力) 4. Mijuku (未熟) 5. Asobiba (アソビバ) 6. Asobiba 2 (アソビバ2) 7. Asobiba 3 (アソビバ3) 8. Tsugi E (次へ) 9. Vs. Wakutani Minami Kōkō (Vs. 和久谷南高校) 10. Chīsana Kyojin-Sen no Tochū Desu Ga (小さな巨人戦の途中ですが) |

| 1. Dodai Dairi (土台代理) 2. Konjō-Nashi no Tatakai (根性無しの戦い) 3. Konjō-Nashi no Tatakai 2 (根性無しの戦い2) 4. Chīsana Kyojin-sen Saikai (小さな巨人戦再開) 5. Chōsen (挑戦) 6. Mōhitotsu no Akogare (もう一つの憧れ) 7. Shūban-Sen (終盤戦) 8. Haiboku-Sha-Tachi (敗北者達) - Extra 1. Nisekyū!! (ニセキュー!!) - Extra 2. (バボカ！！最強への道！！(Baboka!! Saikyō e no Michi!!) |

| 1. 3-Mai-Me ("3枚目") 2. Kin No Akago (金の赤子) 3. Teppeki Wa Nando demo Kizukareru (鉄壁は何度でも築かれる) 4. Shinsei Karasuno (新生・烏野) 5. Fusshoku (払拭) 6. Aoba Jōsai No Haguruma (青葉城西の歯車) 7. Kowashiya (壊し屋) 8. Settā Taiketsu Round 2 (セッター対決、Round 2) 9. Hanashi O Tagai-Sama (話お互様) 10. Surōsutātā (スロースターター) - Extra. Ennoshita Kantoku (縁下監督) |

| 1. Nagare o Kaeru Ippon 3 (流れを変える一本・3) 2. Moto Konjō-Nashi No Tatakai (元・根性無しの戦い) 3. Sābu To Iu Kyūkyoku No Kōgeki (サーブという究極の攻撃) 4. Shukuteki (宿敵) 5. Yakara (輩) 6. Chīmu ("チーム") 7. Tsuyosa No Katachi (強さのかたち) 8. Akari (灯) 9. Kyokugen Suitchi (極限スイッチ) - Extra. Oikawa hangā (おいかわハンガー) |

| 1. Kyokugen Suitchi 2 (限スイッチ2) 2. Sainō To Sensu (才能とセンス) 3. Makkō Shōbu (真っ向勝負) 4. Sensen Fukoku (宣戦布告) 5. Deai No Kagaku Henka (出会いの化学変化) 6. Go Aisatsu (ごあいさつ) 7. Kesshō Shoshinsha (決勝初心者) 8. "Hidari" No Kyōi ("左"の脅威) 9. 3-Pon-Me (3本目) - Extra. Tatakai Wa Owaranai (戦いは終わらない) |

| 1. Naguriai (殴り合い) 2. "Rasubosu" E No Michi ("ラスボス"への道) 3. Gesu Monsutā (Guess·Monster) 4. Risei To Chikara (理性と力) 5. Sukedachi (助太刀) 6. Ikkan (一環) 7. Tantan (眈眈) 8. Shigeki (刺激) 9. Kibō (幾望) - Extra. Kibō (幾望) |

| 1. Tsuki no Wa (月の輪) 2. Takaga 1-ten (たかが1点) 3. Ikkan (一貫) 4. Shugoshin to tsukiakari (守護神と月明かり) 5. Ko vs. Kazu (個VS数) 6. Not Mirakuru (Notミラクル) 7. Giyoku (義翼) 8. Aidentiti (アイデンティティ) 9. Doitsu mo Koitsu mo Makezugirai (どいつもこいつも負けずぎらい) - Extra. Do Wasure Shita ("ど忘れした") |

| 1. Sutamina Shōbu (スタミナ勝負) 2. Dangaizeppeki (断崖絶壁) 3. Zero komma Sūbyō no Tatakai (0.数秒の戦い) 4. Tsune ni Atarashiku (常に新しく) 5. Shinsen (新鮮) 6. Fukai na Kabe (不快な壁) 7. Kodawari (こだわり) 8. Iya na Otoko (嫌な男) 9. Kodawari・2 (こだわり・2) - Extra 1.Hissatsu Waza (必殺技) - Extra 2.Hiruyasumi no Sen (昼休みの戦) |

| 1. Naguriai dai 2-raundo (殴り合い第2ラウンド) 2. Okuru kotoba (おくることば) 3. Hoshi gatta otoko (欲しがった男) 4. Hajimete no kanjō (はじめての感情) 5. Ganbare ore no futomomo (頑張れ俺の太腿) 6. Barē baka-tachi (バレー馬鹿たち) 7. Hiru no tsuki (昼の月) 8. Konseputo no tatakai (コンセプトの戦い) 9. Sensen Fukoku 2 (宣戦布告・2) 10. Tsugi no Tatakai (次の戦い) - Extra |

| 1. Neko VS Fukurō (ネコVSフクロウ) 2. Enjin (エンジン) 3. "Jishō" Ēsu ("自称" エース) 4. Hōi-mō (包囲網) 5. Riku VS Sora (陸VS空) 6. Haisui no jin (背水の陣) 7. Hebi VS Neko (蛇VS猫) 8. Rifujin (理不尽) 9. Dōyō (動揺) - Extra 1. Karasuno Kōkō Taiiku Matsuri (烏野高校体育祭) - Extra 2 |

| 1. Paisen no iji (パイセンの意地) 2. Buttsuke Honban (ぶっつけ本番) 3. Nekoma no Ēsu (音駒のエース) 4. Kaze o Tsukuru (風をつくる) 5. Baka demo Wakatta Barēbōru (バカでも解ったバレーボール) 6. Bōru no "Michi" (ボールの"道") 7. Hōkoku (報告) 8. Junbi (準備) - Extra 1 - Extra 2 |

| 1. Hatsuyuki (初雪) 2. Jiko Shōkai (自己紹介) 3. Sutāto chiten mi tōtatsu (スタート地点未到達) 4. Maigo (迷子) 5. Shiten (視点) 6. Bōru Hiroi Lv.1 (ボール拾いLv.1) 7. Yōkai-tachi (妖怪たち) 8. Oto (音) 9. Maigo 2 (迷子・2) |

| 1. Raku (楽) 2. Saigo made (最後まで) 3. Kūfuku (空腹) 4. Gōryū (合流) 5. Kabe, futatabi (壁、再び) 6. Kōyō (昂揚) 7. Togetoge (刺刺) 8. Henkan (返還) - Extra. Chinmoku no Kōto (沈黙のコート) |

| 1. Gikushaku (ぎくしゃく) 2. Magireru (まぎれる) 3. Charenjā (チャレンジャー) 4. Henka (変化) 5. Zenjitsu (前日) 6. Sorezore no Yoru (それぞれの夜) 7. Kaimaku to Hapuningu (開幕とハプニング) 8. Sensen (戦線) 9. Saisho no Teki (最初の敵) |

| 1. Ajasuto (アジャスト) 2. Kaihō (解放) 3. Ajasuto 2 (アジャスト・2) 4. Seichō-ki (成長期) 5. Kōbō (攻防) 6. Mikata (味方) 7. Senrei (洗礼) 8. Takusareta Chansu (託されたチャンス) 9. Tsunagareru Chansu (繋がれるチャンス) |

| 1. Sorezore no Shosen (それぞれの初戦) 2. Jakuten Sono 6 (弱点その6) 3. Senretsu (鮮烈) 4. Yoru (夜) 5. 2-ka-me (2日目) 6. Kakusa (格差) 7. Kensō to Seijaku (喧噪と静寂) 8. Chōsen-sha (挑戦者) 9. Rizumu (リズム) |

| 1. Ushirodate (後ろ盾) 2. Oiuchi (追い打ち) 3. Henjin・Yōkai・Chimimōryō (変人・妖怪・魑魅魍魎) 4. Mitsukeru (見つける) 5. Gesseki (月夕) 6. Seitō (正当) 7. Keiken-chi (経験値) 8. Ose Ose Don Don (押せ押せドンドン) 9. Hisshi (必死) - Extra. Karasu no Ie (烏の家) |

| 1. Tobidōgu (飛び道具) 2. Itsu Datte Maenomeri (いつだって前のめり) 3. Paisen no Iji (パイセンの意地) 4. Shitsuren (失恋) 5. Ippō Sonokoro Fu Kappatsu Neko wa (一方その頃不活発猫は) 6. Neko VS Saru (ネコ VS サル) 7. Wana (罠) 8. Kozume Kenma no Konjō-ron (孤爪研磨の根性論) 9. Kemono-tachi (けものたち) 10. Karasu no Ie (烏の家) |